# Alfonso Martínez Rizo
Alfonso Martínez Rizo (Cartagena, 23 de enero de 1877-Barcelona, 1951) fue un intelectual, maestro e ingeniero industrial español, de pensamiento anarquista.

## Biografía
Hijo del escritor y republicano federal Isidoro Martínez Rizo, ha sido descrito como un «importante teórico anarquista» durante la década de 1930 en España. Colaboró en publicaciones como Orto, Estudios, Tiempos Nuevos o Biofilia. Durante la Guerra Civil Española, hasta finales de 1936, combatió en el Frente de Aragón con la Columna Durruti. Fue defensor del naturismo y autor de El amor dentro de 200 años (1932) y La urbanística del porvenir (1932), entre otras obras. Teorizó sobre aspectos urbanísticos, posicionándose en contra tanto de las ciudades demasiado grandes —puso un límite en torno a los 100 000— por una supuesta ineficiencia económica, como de los bloques de pisos. Se le ha adscrito al urbanismo organicista.